# Michel Nuridsany
 (décembre 2020).
Si vous disposez d'ouvrages ou d'articles de référence ou si vous connaissez des sites web de qualité traitant du thème abordé ici, merci de compléter l'article en donnant les références utiles à sa vérifiabilité et en les liant à la section « Notes et références ».
Michel Nuridsany, né le 29 avril 1938 à Neuilly-sur-Seine, est un écrivain, critique d'art et critique littéraire, commissaire d'exposition.
Il a joué un rôle majeur dans la nouvelle définition des rapports de la photographie à l'art et à la littérature qui a durablement fait évoluer la place de l'image photographique dans le paysage culturel au cours des années 1970 et 1980.

## Biographie
Féru de fantastique et de science-fiction, il fréquente les librairies du Terrain Vague, du Minotaure[réf. nécessaire] et réalise en 16 mm un court métrage de vampire, Un peu de votre sang, présenté au festival de Tours[réf. nécessaire].
En 1969, il devient critique littéraire et rencontre William Burroughs, Norman Mailer, Claude Simon, Robbe-Grillet, Pinget, Klossowski, Mandiargues, Ionesco, Weingarten, Dubillard[Lequel ?].[réf. nécessaire]
Il s'oriente rapidement vers les arts plastiques et rencontre Christian Boltanski et Sarkis en 1973 ; Warhol, Beuys, Bacon, Bram van Velde, Merz, Cattelan, Serra, Stella, Rauschenberg, Ryman, Koons, Gilbert et George, Kiefer, Baselitz, Nam June Paik, Murakami, Yang Fudong, Buren, Arman, Hains, Tinguely, Lévêque[Lequel ?], Lavier, Klossowski[réf. nécessaire].
Il crée la première rubrique sur la photographie dans le quotidien Le Figaro.
Il organise, en 1980, une exposition au musée d'art moderne de la ville de Paris : « Ils se disent peintres, ils se disent photographes ».
En 1984, Charles-Henri Flammarion lui demande de diriger la collection « Textes », à la suite de Paul Otchakovsky-Laurens et de Bernard Noël.
Il dirige les rencontres photographiques d'Arles en 1995, privilégiant les photographies d'art et les pratiques sociales de la photographie, mais également la vidéo, au détriment la photographie de reportage.
Il publie une Anthologie de la poésie précieuse et un premier roman en 2006.

### Distinctions
Michel Nuridsany est chevalier des Arts et Lettres et chevalier du Tastevin[réf. nécessaire].

## Participations et réalisations artistiques

### Arts plastiques
- Critique d'art au Figaro (1971-2002);
- Collaborations à Art Press, Beaux-Arts magazine, Connaissance des Arts et, dans les années 8O, au magazine japonais Ryuko Tsushin pendant quatre ans;
- Collaborations régulières aux Nuits magnétiques (France-culture) à la fin des années 1970. et, en 2001 et 2002, à « L'esprit critique »;

Il organise de nombreuses expositions en France et à l'étranger dont il est le commissaire. Entre autres;
- Photographie actuelle en France (ARC - Musée d'art moderne de la ville de Paris), l977;
- « Ils se disent peintres ils se disent photographes », ARC - Musée d'art moderne de la ville de Paris, l980.
- Génération Polaroîd (Pavillon des arts, Paris), 1986;
- Clarté (avec Bertrand, Buren, Boltanski, Sarkis, Lavier, Morellet, Lévêque, Martine Aballéa, Emmanuel Pereire, Collin-Thiébault, Marie Bourget, Jean-Luc Wilmouth etc.) à Aalborg, Danemark, 1988;
- Effets de miroir (Pistoletto, Buren, Lee U-Fan, Marie Bourget et de nombreux jeunes artistes...) dans dix centres d'art en Île-de-France;
- Aujourd'hui les Baltes à l'école des Beaux-Arts de Paris, 1993;
- Étrangères au paradis (25 artistes femmes) au « Monde de l'art », rue de Paradis, Paris, 1995;
- Mises en scènes (Buren, Raynaud, Lavier, Sarkis Lévêque, Elemento, Kusnir, Ferrer) au musée Ho Ham, Séoul (Corée) 1995; * Dialogues de l'Ombre (Warhol, Blais, Fleischer, Lévêque, Loriot-Mélia, Boltanski, Lallemand, Feher etc.) Espace Electra, Paris (1997);
- Lumière noire (Artistes africains contemporains dont Pascale Marthine Tayou) à Tanlay (1997);
- Jeunes artistes taïwanais (Paris, mairie du XIIIe en cocommissariat avec Chen Chih Cheng) 1999;
- Carte blanche à Michel Nuridsany (dix jeunes artistes n'ayant jamais exposé en France dans une galerie avec Jeanne Susplugas, * Lee You-Kyung, Liu An-chi, Harald Fernagu, Sumi Moon...) galerie Piltzer, juin 2000;
- Next Generation, art contemporain d'Asie (Passage de Retz), 27 juin-9 septembre 2001;
- Carte blanche à Michel Nuridsany (avec Liu An-Chi, Choï Yaehee, Yann Delacour...) galerie Nathalie Pariente 2001;
- C'est pas du cinéma (60 vidéastes du monde entier, dont dix chinois) Le Fresnoy, 2002;
- Première vue (une « première marche » pour les très jeunes artistes) au Passage de Retz) Première en septembre 2002. Cette manifestation sera, après cela, annuelle.;
- Les nouveaux réalistes à Pékin, Shanghaï, Canton (Décembre 2002 avril 2003);
- Première vue no 2 septembre 2003;
- « Made in China » (Kan Xuan, Song Dong, Wei Qingji, Yang Zhenzhong, Zhou Chunya, Zhou Yi, Zhou Yong) Fondation Guerlain septembre 2003- 14 décembre 2003;
- « Chine, génération vidéo » à la Maison Européenne de la Photo (14 janvier-14 mars 2004);
- « Première vue » no 3 Passage de Retz, septembre 2004 (avec un Gros Plan sur l’Indonésie);
- « Fraîcheur de vivre » Exposition d’artistes vidéo français en Chine (24 septembre : Canton. 28 septembre 2004 - Shanghaï :octobre 2004) – en Inde (New Delhi) : décembre 2004 - en Chine de nouveau (Macao) octobre 2005 – en Indonésie (Jakarta) * février 2006 - à Alger (mai 2006);
- à Riga en Lettonie (mai 2007);
- Leonor Fini au Japon (au musée Bunkamura à Tokyo et dans trois autres lieux au Japon) de juin 20O5 à janvier 2006;
- L’autre Amérique. Art contemporain brésilien pendant l’année du Brésil en France (Brigida Baltar, Cao Guimaraes, Emmanuel Nassar, Arthur Piza, Carmela Gross, Amilcar Packer, Franklin Cassaro, Lucia Koch, Fernanda Gomes, Passage de Retz, été 2005; * « Première vue » no 4 Passage de Retz, septembre 2005;
- « Première vue » no 5 Passage de Retz, septembre 2006;
- « Soif d’aujourd ’hui » (février – mars) puis français mars-avril au musée d’Art moderne et contemporain de Saint Étienne. 2007;
- « Fraîcheur de vivre » exposition vidéo d’artistes français Riga dans deux lieux. Mai 2007;
- Participation à Platforme (Séoul) avec un jeune artiste français (Lionel Sabatté) et un jeune artiste coréen début octobre 2007. Galerie One and J;
- « Première vue » no 6 Passage de Retz, octobre 2007;
- « Première vue » no 7 Passage de Retz, septembre 2008;
- « Une Chine peut en cacher une autre » galerie Anne de Villepoix. Janvier 2009;
- Ligne à ligne exposition de dessin France-Indonésie. Galerie Nationale d’indonésie (Jakarta) 2009.
- Commissaire pour la photo à la biennale de Paris en 1983;
- Commissaire pour la France à la biennale de Sao Paulo (Brésil) en 1985 (Buren, Boltanski, JP Bertrand, Lavier, Sarkis);
- Directeur artistique du Festival d'Arles en 1995;
- Dommissaire pour la France à la biennale du Caire et d'Alexandrie en 2001 (Joël Bartoloméo, Jeanne Susplugas, Alain Declercq, Liu An-chi, Jean-Claude Ruggirello).
- Des arts dans les années 1980 et un magazine sur cassette audio consacré à l'art contemporain : 4,75.dans les années 1980.
- De 2010- 2012 il est correspondant pour l'Europe de deux Magazines chinois: "Xin Rui" et "Art Bank"

### Courts métrages
- 196? : Bastien et Bastienne
- 196? : La Loire moyenne
- 1997 : Christian Boltanski
- 1997 : Annette Messager
- 1998 : Paul-Armand Gette
- 1999 : Jean Le Gac
- 1974 : Scénario de Léonor

### Littérature
- Critique littéraire au Figaro (de 1969 à 1992) où il crée d’abord avec Bernard Pivot la première rubrique hebdomadaire sur la science-fiction dans un quotidien français;
- Directeur de la collection Textes chez Flammarion de 1984 à 1988;
- Dirige la collection Littératures à l'imprimerie Nationale de 1988 à 1990;
- Directeur de la collection Bibliothèque contemporaine chez Critérion (de 1990 à 1991).

### Auteur
- Anthologie de la poésie précieuse (Éditions de la Différence) 1990;
- Kafka, Nadaud, Nuridsany (Éditions Nouvelle nouvelle) 1990;
- Absences (Éditions Galerie de Paris) 1992;
- Dali, Flammarion, 2004
- Ce sera notre secret, Monsieur Watteau (Flammarion) roman 2006;
- Andy Andy (Flammarion) roman 2012

### Auteur de livres sur l'art et la photo
- Tom Drahos, (Créatis) Prix du 1er livre photo[évasif]. 1981 ;
- 10 photographes, 10 critiques (sur Brassaï) (Créatis) 1982 ;
- Homo Loquens (Entretiens avec Masson, Bram van Velde, René Clair, Pierre Klossowski, Erté, Claude Simon, Ionesco, Beuys, * Pinget, Boulez, Kantor, Buren, Boltanski, Truffaut, Mario Merz, etc.) Ryuko Tsu shin / en japonais 1983 ;
- Sophie Boursat (avec Laurence Imbernon, Éditions du Musée d'art contemporain de Dunkerque), 1987 ;
- Buren au Palais Royal (Art Édition) 1988 ;
- La commande publique, RMN (Réunion des Musées Nationaux) 1991 ;
- Photo-souvenirs (Paris Audiovisuel) 1991 ; Lee U-Fan (Toshi-Suppan) 1993 ;
- Les années 1970 (Chapitre sur l'Art) (Éditions du Regard) 1993 ; Pierre et Gilles (Actes Sud) 1994 ;
- Suh Se Ok (Hyundai) 1996 ;
- L'incomparable M. Watteau (Maeght). 1998 ;
- [Andy Warhol] (Flammarion/Les grandes biographies) 2001 réédité en 2007 ;
- Vézelay (Éditions du 8e jour), 2001 ;
- Des églises dans les vignes (Éditions du 8e jour), 2002 ;
- L’art contemporain chinois (Flammarion) 2004 ; Dali (Flammarion/Les grandes biographies) 2004 ;
- Cent chefs-d’œuvre de la peinture (Flammarion) 2006 ;
- Le dernier tableau de Titien (Éditions du Huitième Jour) 2008 ;
- Caravage (Flammarion/Les Grandes Biographies) 2010 ;
- Buren au Palais Royal (Actes Sud) 2010
- Jean-Michel Basquiat, coll. Grandes Biographies, Flammarion, 2015[4]  (ISBN 978-2081277649)

### À la radio
- Collaborateur régulier des « Nuits Magnétiques » (France Culture) avec Alain Veinstein et Laure Adler. Années 1980;
- En 1999, série de cinq entretiens de 30 minutes (France Culture) avec Pierre Klossowski;
- En 1999, l'été, émission intitulée « L'esprit du vin » tous les dimanches matin à France Culture sur la vigne, les vignerons et le vin de Bourgogne;
- 2011 et 2012, chronique mensuelle pour « Les rendez-vous de la création contemporaine » (radio lyonnaise)